# Medicina en la prehistoria y la protohistoria

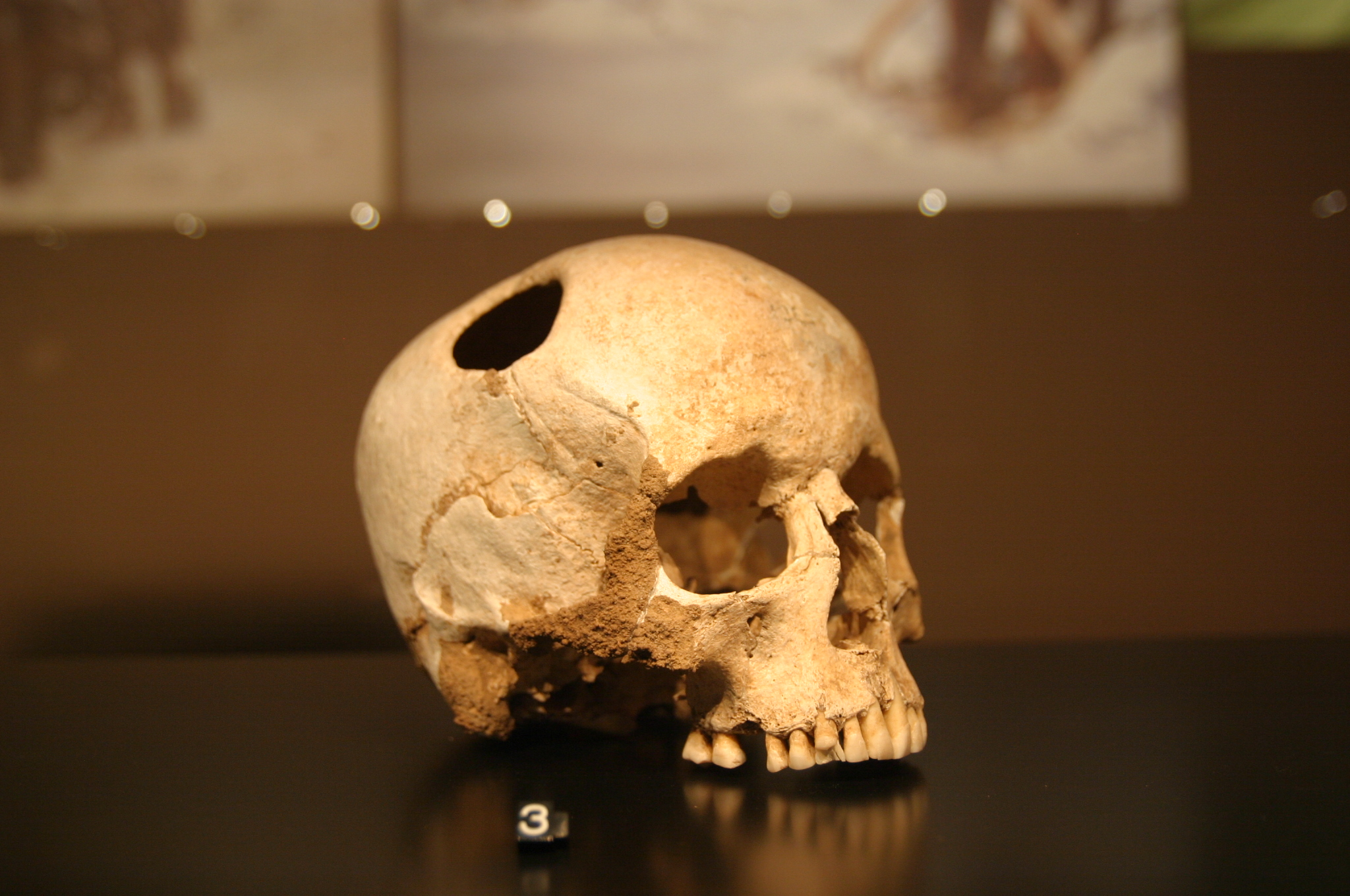
Cráneo de mujer joven neolítica trepanado con herramientas de sílex, 3500 a. C. La cicatrización de los huesos indica que la paciente sobrevivió a la operación.

La medicina prehistórica es cualquier uso de la medicina desde antes de la invención de la escritura y la historia documentada de la medicina. Debido al momento de la invención de la escritura por cultura y región, el término «medicina prehistórica» abarca una amplia gama de períodos de tiempo y fechas.
El estudio de la medicina prehistórica se basa en gran medida en artefactos y restos humanos, y en la antropología. Los pueblos previamente no contactados y ciertos pueblos indígenas que viven de manera tradicional han sido objeto de estudios antropológicos para obtener información sobre las prácticas contemporáneas y antiguas.

## Enfermedad y mortalidad
Algunas enfermedades y dolencias eran más comunes en la prehistoria de lo que son hoy; hay evidencia de que muchas personas sufrían de osteoartritis, probablemente causada por el levantamiento de objetos pesados que habría sido una tarea diaria y necesaria en sus sociedades. La osteoartritis es una de las enfermedades óseas que se encuentra frecuentemente entre los restos de los hombres primitivos.  Se ha encontrado también en algunos dinosaurios de épocas muy remotas con osteoartritis. Por este motivo es considerada “la enfermedad más vieja del mundo”.  Por ejemplo, el transporte de piedras latte, una práctica iniciada durante la era neolítica, que implicaba hiperextensión y torsión de la parte baja de la espalda mientras se arrastraban las piedras, puede haber contribuido al desarrollo de microfracturas en la columna vertebral y la posterior espondilolisis. Cosas como cortes, moretones y roturas de huesos, sin antisépticos, instalaciones adecuadas o conocimiento de gérmenes, se volverían muy graves si se infectaran, ya que no tenían suficientes formas de tratar la infección. También hay evidencia de raquitismo, deformidad ósea y desgaste óseo (osteomalacia), que es causado por la falta de vitamina D.
La esperanza de vida en tiempos prehistóricos era baja, 25-40 años, con hombres viviendo más que las mujeres; la evidencia arqueológica de mujeres y bebés encontrados juntos sugiere que muchas mujeres habrían muerto en el parto, tal vez explicando la menor esperanza de vida en las mujeres que en los hombres. Otra posible explicación para la vida más corta de los humanos prehistóricos puede ser la desnutrición; además, los hombres como cazadores a veces pueden haber recibido mejor comida que la mujer, que en consecuencia habría sido menos resistente a las enfermedades.

## Estimaciones de la esperanza de vida media de los hombres prehistóricos
Es extremadamente difícil responder de forma satisfactoria a esta cuestión: tenemos un conocimiento muy parcial de las poblaciones prehistóricas y protohistóricas, basado en las condiciones de conservación así como en los ritos funerarios que variaban a lo largo del tiempo (sepultura, cremación, etc.) o de la eventual recopilación de datos (variación de los tratamientos post mortem en función del sexo, de la edad, de la clase social, etc.). Muchos estudios usan el análisis de esqueletos encontrados en un lugar y establecen estadísticas sobre la edad de la muerte y, por extrapolación, dan una esperanza de vida. La mayoría de estos estudios muestra que los esqueletos más representados son de personas de unos 15 años, y las mujeres se encuentran más representadas que los hombres. 
| Porcentaje de muertes |                      |                      |
|                       | Antes de los 30 años | Antes de los 40 años |
| Neanderthal           | 80%                  | 95%                  |
| Cro-magnon            | 62%                  | 88%                  |
| Mesolítico            | 86%                  | 95%                  |

A título de comparación, el 70% de los sinantropos moría a los 15 años.
Estudios del siglo XXI indican que la esperanza de vida de los sapiens y los neandertales eran similares durante su coexistencia.
El aumento de la mortalidad en el Mesolítico se explica probablemente por la gregarización de la sociedad humana, que se sedentariza y ve aparecer la agricultura, asociada a un recalentamiento climático. Hay que comentar que la población creció considerablemente en este período. Por otra parte, se acepta que las epidemias hicieron desaparecer totalmente grupos humanos enteros. Muchos investigadores dan estimaciones de la densidad de población en el curso de la Prehistoria. El prehistoriador André Leroi-Gourhan, basándose en la cantidad de alimento disponible, estima este número en 30 personas por km² durante las fases glaciares. Al inicio del recalentamiento climático, este número aumenta considerablemente.

## Tratamientos para enfermedades

### Materiales vegetales

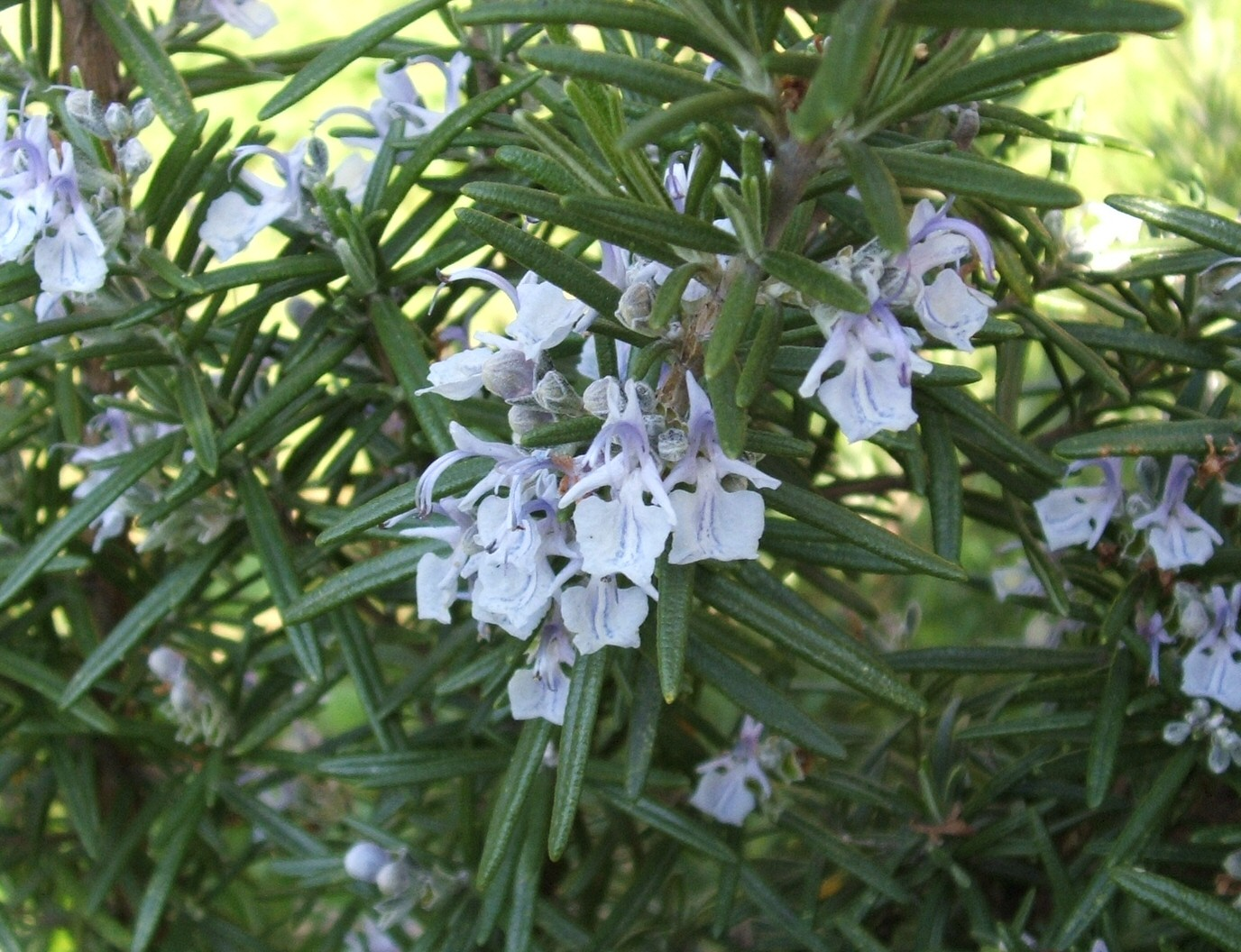
Las hierbas como el romero pueden haber sido utilizadas con fines médicos por personas prehistóricas.

Los materiales vegetales (hierbas y sustancias derivadas de fuentes naturales) se encontraban entre los tratamientos para las enfermedades en las culturas prehistóricas.[¿cuál?] Dado que los materiales vegetales se pudren rápidamente en la mayoría de las condiciones, es poco probable que los historiadores entiendan completamente qué especies se usaron en la medicina prehistórica. Se puede obtener una visión especulativa investigando el clima de la sociedad respectiva y luego verificando qué especies continúan creciendo en condiciones similares hoy en día y a través de estudios antropológicos de los pueblos indígenas existentes. A diferencia de las civilizaciones antiguas que podían obtener materiales vegetales a nivel internacional, las sociedades prehistóricas habrían estado restringidas a áreas localizadas, aunque las tribus nómadas pueden haber tenido una mayor variedad de materiales vegetales a su disposición que las sociedades más estacionarias.
Los efectos de diferentes materiales vegetales podrían haberse encontrado a través de prueba y error. La recolección y dispensación de materiales vegetales era en la mayoría de las culturas manejada por mujeres, que se preocupaban por la salud de su familia. Los materiales vegetales fueron una cura importante para las enfermedades a lo largo de la historia. Este fondo de conocimiento se habría transmitido oralmente de generación en generación.
El hongo polyporal de abedul, que se encuentra comúnmente en ambientes alpinos, puede haber sido utilizado como laxante por personas prehistóricas que viven en el norte de Europa, ya que se sabe que provoca episodios cortos de diarrea cuando se ingiere, y se encontró entre las posesiones de un hombre momificado.

### El uso de tierra y arcillas
Las tierras y las arcillas pueden haber proporcionado a los pueblos prehistóricos algunas de sus primeras medicinas. Esto está relacionado con la geofagia, que está extremadamente extendida entre los animales en la naturaleza, así como entre los animales domesticados. En particular, la geofagia está muy extendida entre los primates no humanos contemporáneos. Además, los primeros humanos podrían haber aprendido sobre el uso de varias arcillas curativas observando el comportamiento animal. Dicha arcilla se usa tanto interna como externamente, como para tratar heridas, y después de la cirugía (ver más abajo).[cita requerida] La geofagia y el uso externo de arcilla todavía están bastante extendidos entre los pueblos aborígenes de todo el mundo, así como entre las poblaciones preindustriales.

### Trepanación

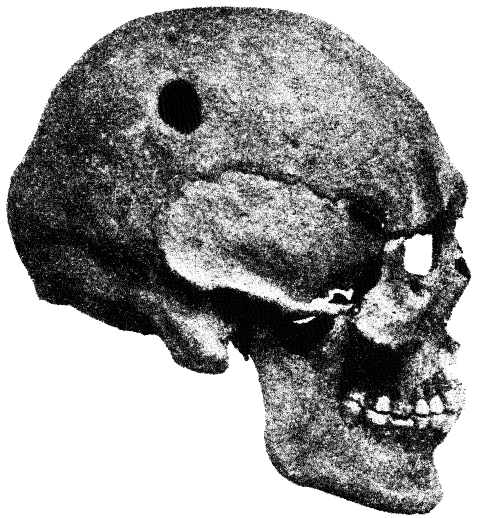
Cráneo neolítico trepanado, Nordisk familjebok.

La trepanación es la perforación de un hueso. El término se usa comúnmente para los orificios hechos en el cráneo mediante cirugía y suele ser la escisión de un fragmento de hueso del cráneo en forma de disco para llegar al interior de la cavidad craneal. 
Las indicaciones para su uso más comunes son los traumatismos craneales, en los cuales se produce una hemorragia interna que pone en peligro el cerebro y la estirpación de tumores cerebrales. Se supone que en la antigüedad se empleaba la trepanación para tratamiento de dolores de cabeza y de la epilepsia. Los instrumentos usados más frecuentes son de corte: cuchillos, sierras, tumis, etc.; o de percusión: escoplos, martillos o perforadores. 
Las más antiguas trazas de trepanación se remontan a finales del Neolítico, incluso al Mesolítico. El primer cráneo trepanado fue descubierto en 1685 por Montfaucon, en Cocherel, pero no fue hasta 1816 que Jean-Denis Barbié du Bocage presentó un cráneo encontrado en Nogent-les-Vierges «presentando un traumatismo que había provocado la pérdida de parte del cráneo, lo que no impidió a su poseedor vivir aún varios años (12 años según los cálculos de Frédéric Cuvier). En 1873, M. Prunières encontró un pedazo de parietal en un dolmen de Lozère, que probablemente fue usado como amuleto. Prunières fue el primero en usar el término «trepanación», término enseguida fijado y mejor definido por Paul Broca. En 1878, Just Lucas-Championnière fue el primero en considerar que la trepanación no se usaba simplemente como un ritual, sino más bien era una medida quirúrgica destinada a hacer disminuir la presión intracraneal. Análisis ulteriores han mostrado que no todos los cráneos fósiles agujereados fueron necesariamente trepanados, dado que muchas afecciones (cáncer, enfermedades infecciosas, ...) o heridas de guerra erosionadas por el tiempo pueden crear una perforación similar. Algunas pruebas llevadas a cabo por paleontólogos, como por ejemplo Paul Broca, han demostrado que es posible realizar una trepanación a perros con ayuda de útiles tallados en sílex sin matar al animal ni dañar la duramadre. El polvo de hueso obtenido se recogía posiblemente por sus propiedades mágicas y como remedio. La forma regular de ciertas trepanaciones ha permitido afirmar que se utilizaban compases.
Debe distinguirse entre dos tipos de trepanaciones: las realizadas en individuos vivos y las hechas tras su muerte, no solamente por razones no médicas sino sobre todo para obtener una «rodaja», como la encontrada por M. Prunières. Esta distinción es fácil cuando ha habido el tiempo necesario para un inicio de cicatrización. De otra manera, una trepanación que comporta la muerte del individuo es difícil de distinguir de la realizada post mortem. En general se practicaban en el hueso parietal izquierdo o el occipital, y más raramente en el hueso temporal o el frontal. A menudo tienen la forma de un óvalo de 3 a 4 cm x 4 a 5 cm, aunque existen diferentes medidas, y algunas trepanaciones son cuadradas. Se ha informado de una trepanación tan grande como 14 cm x 11 cm, con supervivencia del paciente. La presencia de suturas testimonia habilidad técnica, ya que una ruptura del sinus venosus sería fatal. Por otra parte, sobre un cráneo precolombino con cinco trepanaciones, McCurdy describe la ausencia de signos de infección después de la operación cuatro veces de cinco, concluyendo que existían métodos para combatir las infecciones. En la medida en que las técnicas de momificación precolombinas han mostrado el uso de bálsamo de Perú, mentol, sales, taninos, alcaloides, saponinas, así como de cierto número de resinas no identificadas, substancias muchas de ellas ricas en ácido cinámico, un excelente antiséptico, no se excluye que los cráneos trepanados hayan sido impregnados de estas substancias para favorecer la sanación. McCurdy reporta que de 45 cráneos estudiados, 26 sobrevivieron a la operación, 11 muestran signos de curación parcial, y solamente 8 murieron durante la operación; estas cifras se traducen en resultados asombrosamente buenos. Este tipo de estudios permite también concluir que debía existir una importante vida social, donde de los débiles y los heridos se hacía cargo el resto del grupo.
En cuanto a las trepanaciones hechas en vivo, Le Double propone dos tipos: las trepanaciones con fines quirúrgicos y la trepanaciones con fines médicos. El primer caso concierne a los casos de osteítis y de necrosis de los huesos del cráneo, de hernias del encéfalo, en los casos de concusión del cráneo (para quitar los fragmentos de huesos) e hidrocefalia. Las trepanaciones con fines médicos abarcan los casos de epilepsia, histeria, delirios, convulsiones y locura, en particular sobre los niños, precisa Broca. Más todavía, la trepanación permite «a los malos espíritus» escaparse por el agujero practicado. Las convulsiones son un síntoma frecuente de las avitaminosis D, una afección frecuente en el Neolítico, pero también en los casos de hipertermia, supuesto en el cual la trepanación conduce a la desaparición de los síntomas. 
Más allá del Neolítico las trepanaciones son más raras, aunque se encuentran aún entre los galos, los francos y los merovingios así como en el siglo V en la Alemania central.
Otro tipo de operación quirúrgica practicada en el cráneo, más raro, es la denominada «marca sincipital en T». Los motivos de esta operación, no fatal, no se conocen con certeza. Se encuentra exclusivamente en cráneos de niños y de mujeres. Podría tratarse de alguna forma de castigo, de práctica mágica o iniciación, incluso de una forma de tatuaje.

### Amputaciones de los dedos
Muchas representaciones en positivo o negativo de manos a las que les faltan dedos están presentes en las pinturas parietales gravetienses (especialmente en las grutas de Gargas, de Pech Merle o de Cosquer). El significado de estas amputaciones no está consensuado y, en la actualidad, la mayoría de investigadores priviliegia un significado simbólico, ya que diversas imágenes se obtuvieron doblando uno o más dedos. Hay que señalar por tanto que podría tratarse de amputaciones de carácter médico, para tratar un panadizo u otra infección digital, por ejemplo. Esta posibilidad de acto médico se ve apoyada por el hecho de que el pulgar está estadísticamente tan amputado como los otros dedos, y que ninguna mutilación ritual implica el pulgar (piénsese en las amputaciones observadas entre los yakuzas, mafiosos japoneses, por ejemplo). No obstante, la pérdida de estos dedos podría ser espontánea y debida a la gangrena o a la mordedura del frío en periodo glacial.

## Magia y curanderos
Los curanderos (también brujos, chamanes) mantuvieron la salud de su tribu recolectando y distribuyendo hierbas, realizando procedimientos quirúrgicos menores, brindando asesoramiento médico y tratamientos sobrenaturales como amuletos, hechizos y amuletos para alejar a los espíritus malignos. En la sociedad apache, como probablemente habría sido el caso en muchos otros, los curanderos inician una ceremonia sobre el paciente, a la que asisten familiares y amigos. Consiste en fórmulas mágicas, oraciones y tambores. El curandero entonces, al recordar a los pacientes sus ofensas pasadas y posibles contra su religión o reglas tribales, revela la naturaleza de la enfermedad y cómo tratarla.

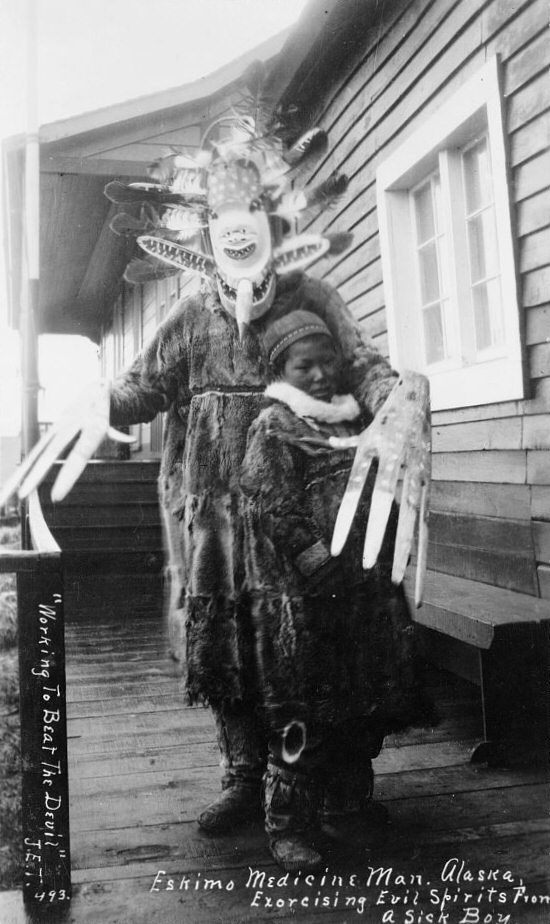
Chamán yupik exorcizando espíritus malignos de un niño enfermo.

La tribu creía que podían contactar espíritus o dioses y usar sus poderes sobrenaturales para curar al paciente y, en el proceso, eliminar los espíritus malignos. Si ni este método ni la trepanación funcionaban, el espíritu se consideraba demasiado poderoso para ser expulsado de la persona.[cita requerida] Los curanderos probablemente habrían sido figuras centrales en el sistema tribal, debido a su conocimiento médico y porque aparentemente podían contactar a los dioses. Su formación religiosa y médica fueron, necesariamente, transmitidas oralmente.

## Odontología
Los arqueólogos en Mejergar en la provincia de Baluchistán en el actual Pakistán descubrieron que la gente de la civilización del valle del Indo de los primeros períodos de Harappa (3300 a. C.) tenía conocimientos de medicina y odontología. El antropólogo físico que llevó a cabo los exámenes, el profesor Andrea Cucina de la Universidad de Misuri, hizo el descubrimiento cuando estaba limpiando los dientes de uno de los hombres. Investigaciones posteriores en la misma área encontraron evidencia de dientes perforados que datan de 7000 a. C.

## El problema de la evidencia
No hay evidencia escrita que pueda usarse para investigar el período prehistórico de la historia por definición. Los historiadores deben utilizar otras fuentes, como restos humanos y estudios antropológicos de sociedades que viven en condiciones similares. Una variedad de problemas surgen cuando se utilizan las fuentes antes mencionadas.
Los restos humanos de este período son raros y muchos sin duda han sido destruidos por rituales funerarios o inutilizados por daños. La evidencia arqueológica más informativa son las momias, restos que se han conservado por congelación o en turberas; no existe evidencia que sugiera que las personas prehistóricas momificaran a los muertos por razones religiosas, como lo hicieron los antiguos egipcios. Estos cuerpos pueden proporcionar a los científicos los sujetos (en el momento de la muerte): peso, enfermedades, altura, dieta, edad y condiciones óseas, que otorgan indicaciones vitales de cuán desarrollada estaba la medicina prehistórica.
No técnicamente clasificados como «evidencia escrita», las personas prehistóricas dejaron muchos tipos de pinturas, utilizando pinturas hechas de minerales como cal, arcilla y carbón, y pinceles hechos de plumas, pieles de animales o ramitas en las paredes de las cuevas. Aunque se cree que muchas de estas pinturas tienen un propósito espiritual o religioso, ha habido algunas, como un hombre con astas (se cree que es un curandero), que han revelado alguna parte de la medicina prehistórica. Muchas pinturas rupestres de manos humanas han mostrado dedos faltantes (ninguno se ha mostrado sin pulgares), lo que sugiere que estos fueron cortados con fines sacrificiales o prácticos, como es el caso de los pigmeos y khoikhoi.
Los escritos de ciertas culturas (como los romanos) pueden usarse como evidencia para descubrir cómo sus culturas prehistóricas contemporáneas practicaban la medicina. Las personas que viven una existencia nómada similar hoy en día también se han utilizado como fuente de evidencia, pero obviamente, existen claras diferencias en los entornos en los que vivían los pueblos nómadas; las personas prehistóricas que una vez vivieron en Gran Bretaña, por ejemplo, no pueden compararse efectivamente con los pueblos aborígenes en Australia, debido a las diferencias geográficas.